# Hautefontaine
Hautefontaine est une commune française située dans le département de l'Oise en région Hauts-de-France.

## Géographie

### Description

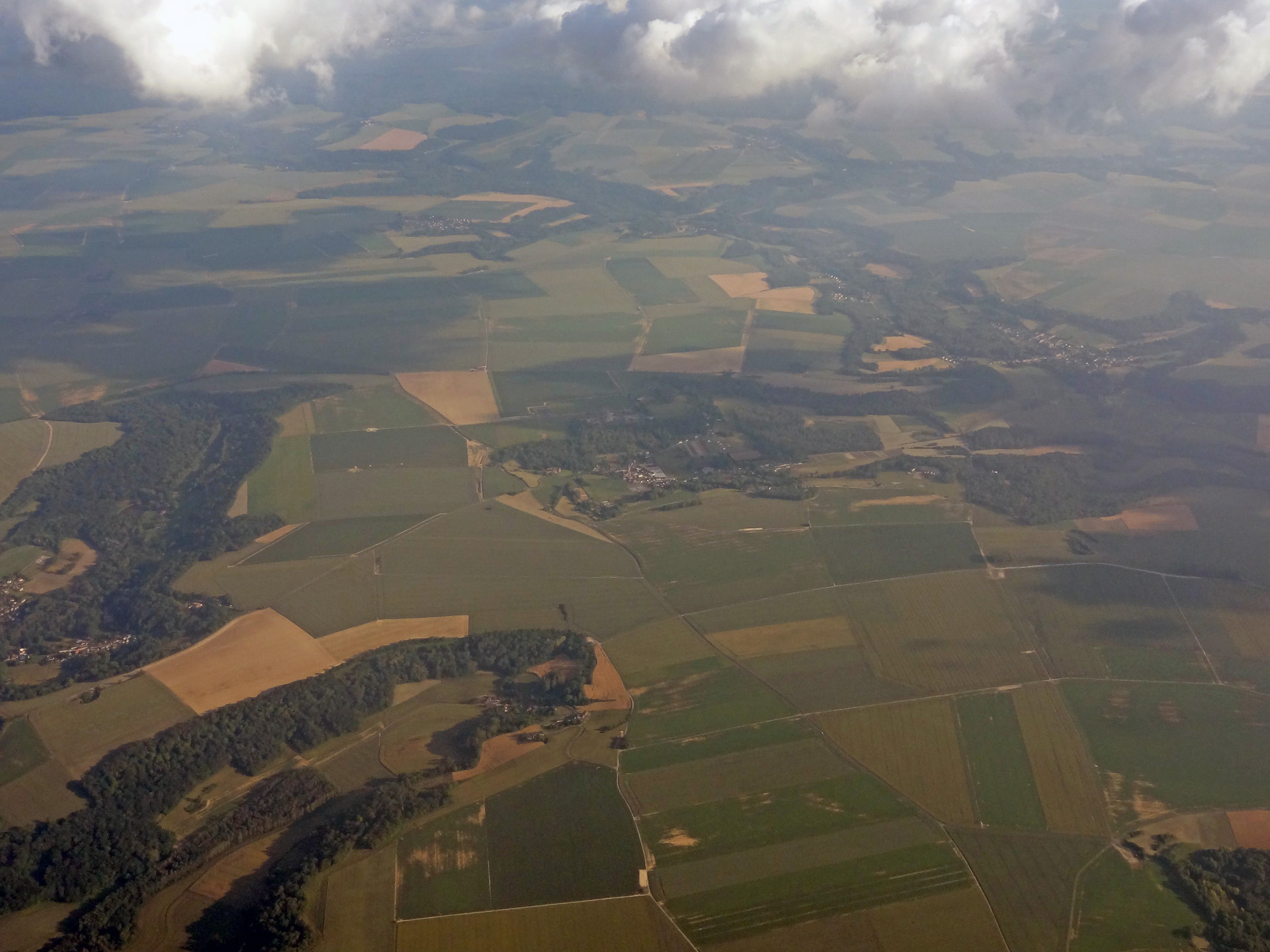
Vue aérienne d'Hautefontaine en 2014.

La commune, située dans la région naturelle du Soissonnais, dans la vallée du ru de Vandy, située dans le département de l'Oise est limitrophe de celui de l'Aisne. Elle se trouve à 19 km à vol d'oiseau à l'est de Compiègne, 24 km au sud de Noyon, 19 km à l'ouest de Soissons et à 13 km au nord de Villers-Cotterêts.  Il est aisément accessible depuis la route nationale 31.
Le village est traversé par le sentier de grande randonnée GR 12 (GRE 3).

### Communes limitrophes
Les communes limitrophes sont  Chelles, Courtieux, Croutoy, Jaulzy, Montigny-Lengrain et Mortefontaine.
|         | Jaulzy        | Courtieux               |
| Croutoy | Hautefontaine | Montigny-Lengrain Aisne |
| Chelles |               | Mortefontaine Aisne     |

### Hydrographie
La commune est située dans le bassin Seine-Normandie. Elle est drainée par le Marais,.

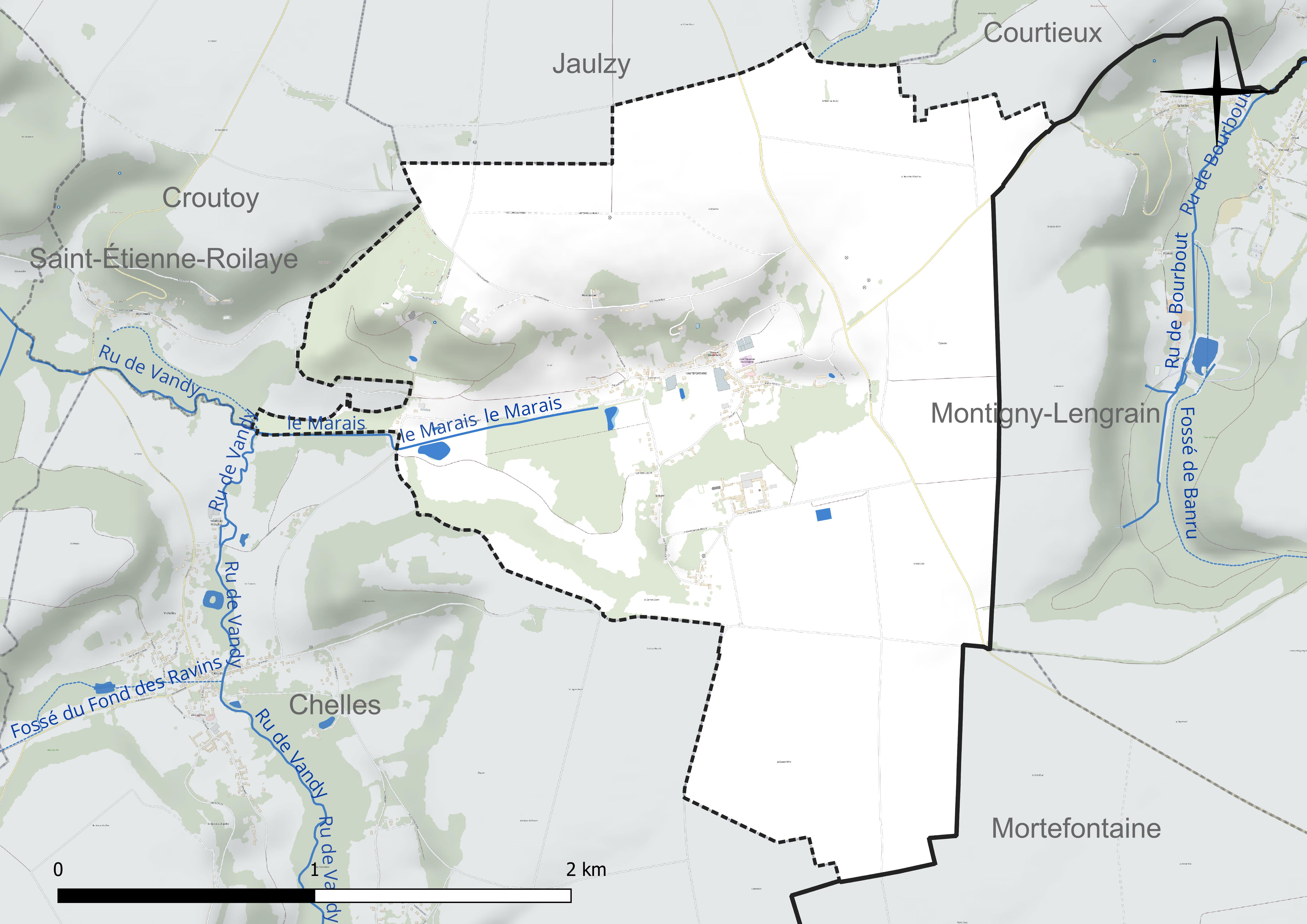
Réseau hydrographique de Hautefontaine.

### Climat
Pour des articles plus généraux, voir Climat des Hauts-de-France et Climat de l'Oise.
En 2010, le climat de la commune est de type climat océanique dégradé des plaines du Centre et du Nord, selon une étude du CNRS s'appuyant sur une série de données couvrant la période 1971-2000. En 2020, Météo-France publie une typologie des climats de la France métropolitaine dans laquelle la commune est exposée à un climat océanique altéré et est dans la région climatique Nord-est du bassin Parisien, caractérisée par un ensoleillement médiocre, une pluviométrie moyenne régulièrement répartie au cours de l'année et un hiver froid (3 °C).
Pour la période 1971-2000, la température annuelle moyenne est de 10,5 °C, avec une amplitude thermique annuelle de 15 °C. Le cumul annuel moyen de précipitations est de 733 mm, avec 10,9 jours de précipitations en janvier et 8,7 jours en juillet. Pour la période 1991-2020, la température moyenne annuelle observée sur la station météorologique la plus proche, située sur la commune de Margny-lès-Compiègne à 19 km à vol d'oiseau, est de 11,2 °C et le cumul annuel moyen de précipitations est de 633,5 mm,. Pour l'avenir, les paramètres climatiques de la commune estimés pour 2050 selon différents scénarios d'émission de gaz à effet de serre sont consultables sur un site dédié publié par Météo-France en novembre 2022.

## Urbanisme

### Typologie
Au 1er janvier 2024, Hautefontaine est catégorisée commune rurale à habitat dispersé, selon la nouvelle grille communale de densité à sept niveaux définie par l'Insee en 2022.
Elle est située hors unité urbaine et hors attraction des villes,.

### Occupation des sols

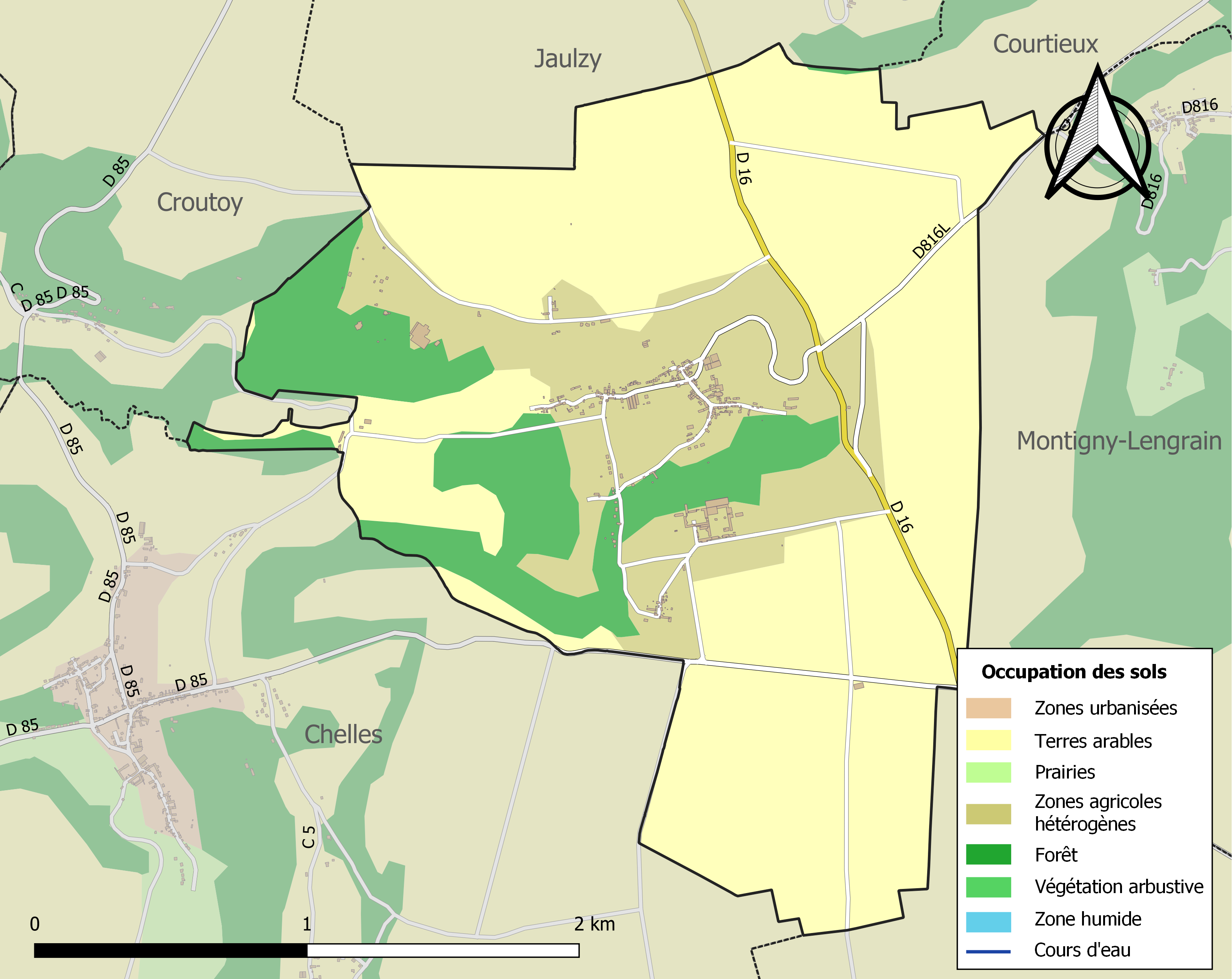
Carte des infrastructures et de l'occupation des sols de la commune en 2018 (CLC).

L'occupation des sols de la commune, telle qu'elle ressort de la base de données européenne d'occupation biophysique des sols Corine Land Cover (CLC), est marquée par l'importance des territoires agricoles (84,8 % en 2018), une proportion identique à celle de 1990 (84,8 %). La répartition détaillée en 2018 est la suivante : 
terres arables (62,8 %), zones agricoles hétérogènes (22 %), forêts (15,2 %). L'évolution de l'occupation des sols de la commune et de ses infrastructures peut être observée sur les différentes représentations cartographiques du territoire : la carte de Cassini (XVIIIe siècle), la carte d'état-major (1820-1866) et les cartes ou photos aériennes de l'IGN pour la période actuelle (1950 à aujourd'hui).

### Habitat et logement
En 2018, le nombre total de logements dans la commune était de 219, alors qu'il était de 157 en 2013 et de 132 en 2008.
Parmi ces logements, 71,3 % étaient des résidences principales, 21,3 % des résidences secondaires et 7,4 % des logements vacants. Ces logements étaient pour 58,9 % d'entre eux des maisons individuelles et pour 3,7 % des appartements.
Le tableau ci-dessous présente la typologie des logements à Hautefontaine en 2018 en comparaison avec celle de l'Oise et de la France entière. Une caractéristique marquante du parc de logements est ainsi une proportion de résidences secondaires et logements occasionnels (21,3 %), très  supérieure à celle du département (2,5 %) et à celle de la France entière (9,7 %). Concernant le statut d'occupation de ces logements, 66 % des habitants de la commune sont propriétaires de leur logement (60,7 % en 2013), contre 61,4 % pour l'Oise et 57,5 % pour la France entière.
| Typologie                                               | Hautefontaine | Oise | France entière |
| ------------------------------------------------------- | ------------- | ---- | -------------- |
| Résidences principales (en %)                           | 71,3          | 90,4 | 82,1           |
| Résidences secondaires et logements occasionnels (en %) | 21,3          | 2,5  | 9,7            |
| Logements vacants (en %)                                | 7,4           | 7,1  | 8,2            |

### Voies de communication et transports
La commune est desservie, en 2023, par les lignes 6302 et 6325 du réseau interurbain de l'Oise.

## Toponymie
Le nom de la localité est attesté sous les formes alti fontana (877) ; alta fontana (886) ; alta fontanea (917) ; territorium alte fontanoe (1178) ; de alto fonte (vers 1200) ; Altus fons (vers 1260) ; Autrefontaine (1302) ; lambert d'autefontaine (1358) ; Altera fons (1362) ; Haulte fontaine (1598) ; Hautefontaine (1840) ; Haute-Fontaine (XIXe).
Adjectif du bas latin alta « haute » et fontana « fontaine ». On traduira donc Hautefontaine par « (la) source élevée ». En Picardie une fontaine est souvent une source qui est un mot peu utilisé dans la région.

## Histoire
L'historien Julien Sapori a étudié Hautefontaine et publié plusieurs articles sur le sujet[réf. nécessaire].
Emile Coët indiquait à la fin du XIXe siècle « Hautefontaine avait un château qui était situé au sud du village, sur la colline du May ; la maison de Dreux posséda longtemps la seigneurie de Hautefontaine, qui avait été donnée par Louis VIII à Robert Gâte-Bled, comte de Seroux, fameux guerrier pour son temps.
La seigneurie continua à être possédée par les membres de la maison de Dreux, jusqu'à Jean de Dreux, seigneur de Hautefontaine, qui mourut des blessures qu'il reçut au siège de Verneuil, en février 1590. Il avait épousé Jeanne de Varennes, veuve de Claude de Boulen, dont il n'eut pas d'enfant.
La seigneurie appartînt ensuite à la maison de Brion ;  à Charles de Brion,auquel Louis XIV accorda le droit exclusif de faire aller des coches sur les rivières d'Aisne et d'Oise. En 1716, elle était à Marc-César de Brion. Le 23 février 1764, le marquis de Brion vendit moyennant soixante-quinze mille livres, à Charles-Edouard de Rothe, lieutenant-général, la seigneurie de Hautefontaine, qui comprenait les terres de Montigny-Lengrain, Saint-Crépin, Courtieux, Jaulzy, Martimont, Clamecy, Croutoy, Mortefontaine et le fief de Warsy, à Chelles.
Le château fut reconstruit vers 1785 par la comtesse de Disson, nièce de l'archevêque dé Narbonne, mort en émigration ; il avait soixante mètres de façade, à l'est, et cinquante-six en retour d'équerre, au nord; là plus grande partie des nouveaux bâtiments a été détruite ».
Le 18 janvier 1769, la fille de Charles-Edouard de Rothe, Lucie Thérèse de Rothe, épouse Arthur Richard de Dillon, colonel du régiment d'infanterie irlandaise. Le mariage a lieu à Hautefontaine. Le couple a une fille née en 1770 et un fils, Georges Henry qui nait et est baptisé à Hautefontaine le 15 juillet 1772. La famille Dillon est très nombreuse, établie en Angleterre et en France. Hautefontaine est très fréquentée par la famille et les amis, les serviteurs sont nombreux. Des cousins anglais se marient à Hautefontaine, y ont des enfants. Des serviteurs anglais abjurent la religion réformée et épousent des jeunes filles des environs. On retrouve ces actes dans les registres de l'église Saint-Siméon. Arthur Richard Dillon, archevêque de Narbonne, né à Saint-Germain en 1721 et décédé à Londres en 1806, est parrain de nombreux enfants, présent sur place ou représenté.
Hautefontaine est cité plusieurs fois dans les mémoires du duc de Lauzun, Armand Louis de Gontaut Biron, en séjour chez ses amis Dillon.

## Politique et administration

### Rattachements administratifs et électoraux

#### Rattachements administratifs
La commune se trouve  dans l'arrondissement de Compiègne du département de l'Oise.
Elle faisait partie depuis 1801 du canton d'Attichy. Dans le cadre du redécoupage cantonal de 2014 en France, cette circonscription administrative territoriale a disparu, et le canton n'est plus qu'une circonscription électorale.

#### Rattachements électoraux
Pour les élections départementales, la commune fait partie depuis 2014 du canton de Compiègne-2
Pour l'élection des députés, elle fait partie de la cinquième circonscription de l'Oise.

### Intercommunalité
Hautefontaine est membre de la communauté de communes des Lisières de l'Oise, un établissement public de coopération intercommunale (EPCI) à fiscalité propre créé en 2000 et auquel la commune avait transféré un certain nombre de ses compétences, dans les conditions déterminées par le code général des collectivités territoriales.

### Liste des maires
| Période                                  | Période                   | Identité           | Étiquette | Qualité          |
| ---------------------------------------- | ------------------------- | ------------------ | --------- | ---------------- |
| Les données manquantes sont à compléter. |                           |                    |           |                  |
|                                          |                           |                    |           |                  |
| avant 1919                               |                           | M. Lobgeois        |           |                  |
|                                          |                           |                    |           |                  |
| mars 2001                                | mai 2020                  | Jean-Marie Bouvier |           | Salarié agricole |
| mai 2020                                 | En cours (au 6 juin 2023) | Thierry Sarközy    |           | Cadre retraité   |

## Population et société

### Démographie

#### Évolution démographique
L'évolution du nombre d'habitants est connue à travers les recensements de la population effectués dans la commune depuis 1793. Pour les communes de moins de 10 000 habitants, une enquête de recensement portant sur toute la population est réalisée tous les cinq ans, les populations de référence des années intermédiaires étant quant à elles estimées par interpolation ou extrapolation. Pour la commune, le premier recensement exhaustif entrant dans le cadre du nouveau dispositif a été réalisé en 2006.

En 2022, la commune comptait 347 habitants, en évolution de +4,52 % par rapport à 2016 (Oise : +0,87 %, France hors Mayotte : +2,11 %).
| 1793 | 1800 | 1806 | 1821 | 1831 | 1836 | 1841 | 1846 | 1851 |
| ---- | ---- | ---- | ---- | ---- | ---- | ---- | ---- | ---- |
| 310  | 315  | 275  | 275  | 276  | 267  | 277  | 286  | 281  |

| 1856 | 1861 | 1866 | 1872 | 1876 | 1881 | 1886 | 1891 | 1896 |
| ---- | ---- | ---- | ---- | ---- | ---- | ---- | ---- | ---- |
| 279  | 278  | 282  | 273  | 314  | 289  | 276  | 284  | 296  |

| 1901 | 1906 | 1911 | 1921 | 1926 | 1931 | 1936 | 1946 | 1954 |
| ---- | ---- | ---- | ---- | ---- | ---- | ---- | ---- | ---- |
| 266  | 310  | 280  | 246  | 274  | 264  | 263  | 288  | 254  |

| 1962 | 1968 | 1975 | 1982 | 1990 | 1999 | 2006 | 2011 | 2016 |
| ---- | ---- | ---- | ---- | ---- | ---- | ---- | ---- | ---- |
| 269  | 264  | 214  | 225  | 251  | 254  | 255  | 271  | 332  |

| 2021 | 2022 | - | - | - | - | - | - | - |
| ---- | ---- | - | - | - | - | - | - | - |
| 343  | 347  | - | - | - | - | - | - | - |

#### Pyramide des âges
La population de la commune est relativement jeune.
En 2018, le taux de personnes d'un âge inférieur à 30 ans s'élève à 28,9 %, soit en dessous de la moyenne départementale (37,3 %). À l'inverse, le taux de personnes d'âge supérieur à 60 ans est de 21,1 % la même année, alors qu'il est de 22,8 % au niveau départemental.
En 2018, la commune comptait 189 hommes pour 147 femmes, soit un taux de 56,25 % d'hommes, largement supérieur au taux départemental (48,89 %).
Les pyramides des âges de la commune et du département s'établissent comme suit.
| Hommes | Classe d’âge | Femmes |
| ------ | ------------ | ------ |
| 0,6    | 90 ou +      | 0,0    |
| 3,3    | 75-89 ans    | 5,6    |
| 19,7   | 60-74 ans    | 12,5   |
| 25,4   | 45-59 ans    | 27,6   |
| 23,6   | 30-44 ans    | 23,8   |
| 13,3   | 15-29 ans    | 14,4   |
| 14,2   | 0-14 ans     | 16,2   |

| Hommes | Classe d’âge | Femmes |
| ------ | ------------ | ------ |
| 0,5    | 90 ou +      | 1,4    |
| 5,5    | 75-89 ans    | 7,6    |
| 15,6   | 60-74 ans    | 16,3   |
| 20,8   | 45-59 ans    | 20     |
| 19,4   | 30-44 ans    | 19,4   |
| 17,6   | 15-29 ans    | 16,2   |
| 20,6   | 0-14 ans     | 19,1   |

## Culture locale et patrimoine

### Lieux et monuments

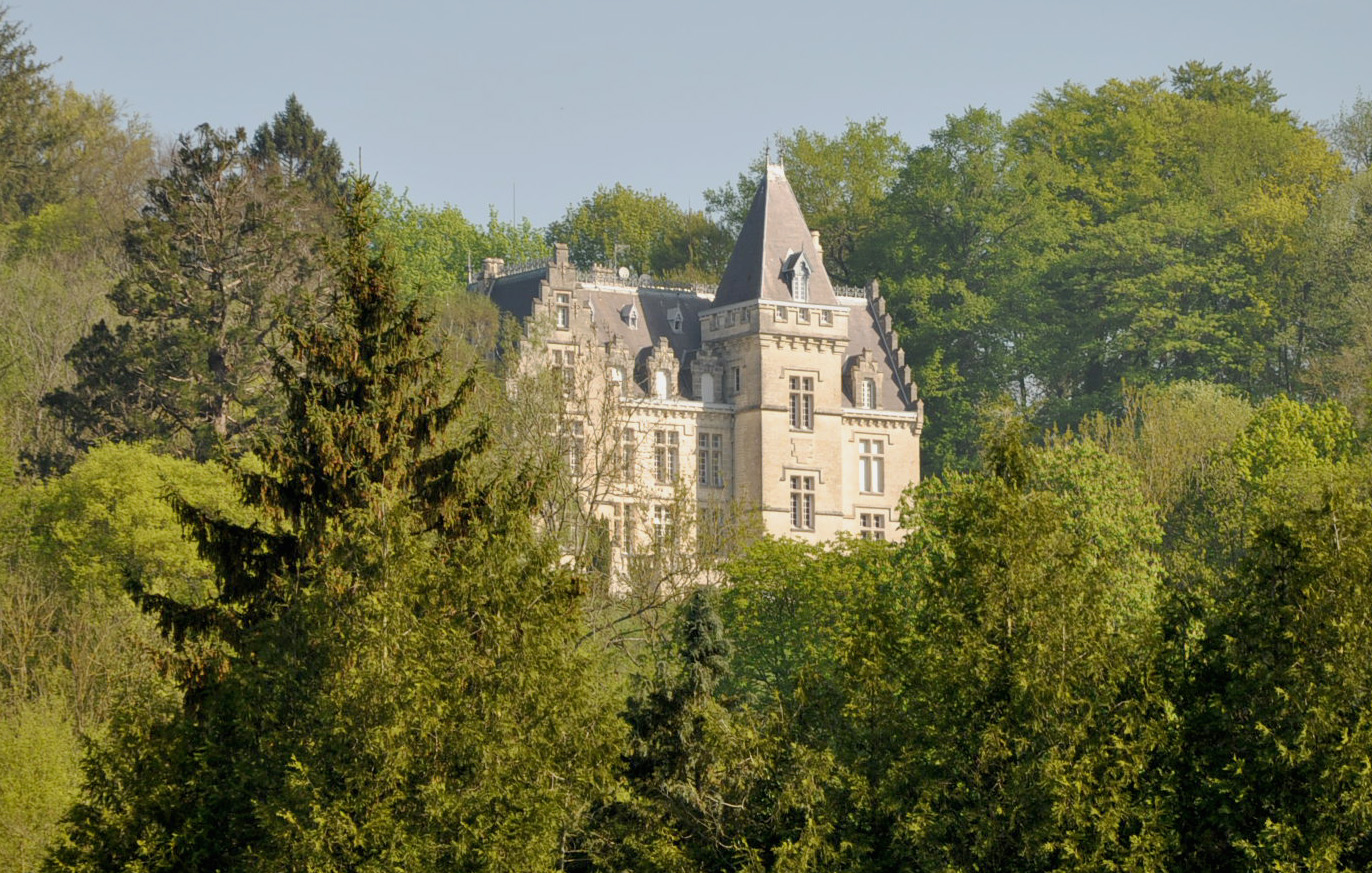
Château du parc.

- Église Saint-Siméon, marquée par son imposant clocher surmonté d'une haute flèche en pierre octogonale du XVIe siècle, époque de la reconstruction de l'église qui a conservé le chœur pentagonal semblant dater du XIIe siècle. La nef est de style gothique flamboyant[25].

- Bâtiment du XVIIIe siècle appelée l'Audience.
- Château de Hautefontaine
- Château du Parc

### Personnalités liées à la commune
- Jean-Pierre-Léopold Baraquin (1813-1892), dessinateur français, y est né.
- Thierry Vaubourgoin, artiste peintre né en 1944, y habite.